# Постарини-2
Постари́ни-2 (бел. Пастары́ні-2) — деревня в Сморгонском районе Гродненской области Белоруссии. Входит в состав Вишневского сельсовета.
Расположена в северной части района. Расстояние до районного центра Сморгонь по автодороге — около 27 км, до центра сельсовета агрогородка Вишнево по прямой — чуть более 3 км. Ближайшие населённые пункты — Бибки, Постарини-1, Вишнево. Площадь занимаемой территории составляет 0,3937 км², протяжённость границ 6440 м.

## История
Деревня отмечена на карте Шуберта (середина XIX века) под названием Постарина в составе Вишневской волости Свенцянского уезда Виленской губернии. В описи 1865 года Постарини-2 значились как Подстарын, насчитывали 103 ревизских души и входили в состав имения Свирь.
После Советско-польской войны, завершившейся Рижским договором, в 1921 году Западная Белоруссия отошла к Польской Республике и деревня была включена в состав новообразованной сельской гмины Вишнево Свенцянского повета Виленского воеводства. 1 января 1926 года гмина Вишнево была переведена в состав Вилейского повета.
В 1938 году Постарини-2 насчитывали 43 дыма (двора) и 225 душ.
В 1939 году, согласно секретному протоколу, заключённому между СССР и Германией, Западная Белоруссия оказалась в сфере интересов советского государства и её территорию заняли войска Красной армии. Деревня вошла в состав новообразованного Сморгонского района Вилейской области БССР. После реорганизации административного-территориального деления БССР деревня была включена в состав новой Молодечненской области в 1944 году. В 1960 году, ввиду новой организации административно-территориального деления и упразднения Молодечненской области, Постарини-2 вошли в состав Гродненской области.

## Население
Согласно переписи население деревни в 1999 году насчитывало 70 человек.

## Транспорт
Через деревню проходит автодорога местного значения Н6747 Малиновая — Постарини-1 — Славчиненты.

## Достопримечательности
В непосредственной близости от Постаринь-2 находится Жодишковский заказник местного значения.